# Pareuchaeta norvegica
Pareuchaeta norvegica är en kräftdjursart som först beskrevs av Boeck 1872. Pareuchaeta norvegica ingår i släktet Paraeuchaeta, och familjen Euchaetidae. Det är osäkert om arten förekommer i Sverige.